# Erioconopa interposita
Erioconopa interposita là một loài ruồi trong họ Limoniidae. Chúng phân bố ở miền Cổ bắc.